# Wissenschaftlicher Ausschuss Verbrauchersicherheit
Der  Wissenschaftliche Ausschuss „Verbrauchersicherheit“ (englisch:  Scientific Committee on Consumer Safety, SCCS) wurde 2008 durch die Europäische Kommission eingerichtet. Gemeinsam mit den wissenschaftlichen Ausschüssen „Gesundheits- und Umweltrisiken“ (SCHER) und „Neu auftretende und neu identifizierte Gesundheitsrisiken“ (SCENIHR) ist er Teil einer Beratungsstruktur für die wissenschaftliche Risikobewertung in den Bereichen Verbrauchersicherheit, öffentliche Gesundheit und Umwelt.
Dem Ausschuss gehören bis zu 17 Mitglieder an – wissenschaftliche Sachverständige, mit denen ein größtmögliches Spektrum wissenschaftlicher Disziplinen abgedeckt wird. Diese werden von der Europäischen Kommission für drei Jahre ernannt. Ursprünglich betrug die maximale Mandatsdauer drei aufeinanderfolgende Amtszeiten von je drei Jahren. 2016 wurde die Mandatsdauer auf fünf Jahre verlängert.

## Zuständigkeit
Der wissenschaftliche Ausschuss Verbrauchersicherheit erstellt Gutachten zu allen Arten von Gesundheits- und Sicherheitsrisiken (insbesondere chemischen, biologischen, mechanischen und anderen physikalischen Risiken) durch Non-Food-Konsumgüter (z. B.: Kosmetika und ihre
Bestandteile, Spielzeug, Textilien, Bekleidung, Körperpflegemittel und Haushaltsprodukte, z. B. Detergenzien usw.) und
Dienstleistungen (z. B. Tätowierung, Solarien usw.).

## Mitglieder
Laut Beschluss der EU-Kommission vom 7. August 2015 gehören dem Ausschuss von 2016–2021 folgende Mitglieder an:
| Name                                    | Organisation                                                                                     | Land           |
| --------------------------------------- | ------------------------------------------------------------------------------------------------ | -------------- |
| Ulrike Bernauer                         | Bundesinstitut für Risikobewertung (BfR)                                                         | Deutschland    |
| Laurent Bodin                           | Kommissariat für Atomenergie und alternative Energien (CEA)                                      | Frankreich     |
| Qasim Chaudhry (Vorsitzender)           | University of Chester                                                                            | Großbritannien |
| Pieter Coenraads (stellv. Vorsitzender) | University Medical Center Groningen                                                              | Niederlande    |
| Janine Ezendam                          | Nationales Institut für Öffentliche Gesundheit und Umweltschutz (RIVM)                           | Niederlande    |
| Eric Gaffet                             | Institute Jean Lamour, Université de Lorraine                                                    | Frankreich     |
| Corrado Lodovico Galli                  | Facultät für Pharmazie, Universität Mailand                                                      | Italien        |
| Berit Brunstad Granum                   | Norwegisches Institut für Öffentliche Gesundheit                                                 | Norwegen       |
| Eirini Panteri                          | Nationale und Kapodistrias-Universität Athen                                                     | Griechenland   |
| Vera Rogiers (stellv. Vorsitzende)      | Vrije Universiteit Brussel                                                                       | Belgien        |
| Christophe Rousselle                    | Nationale Agentur für Lebensmittel, Umwelt und Gesundheit und Sicherheit am Arbeitsplatz (ANSES) | Frankreich     |
| Maciej Stępnik                          | Nofer Institute of Occupational Medicine, Łódź                                                   | Polen          |
| Tamara Vanhaecke                        | Vrije Universiteit Brussel                                                                       | Belgien        |
| Susan Wijnhoven                         | Rijksinstituut voor Volksgezondheid en Milieu (RIVM)                                             | Niederlande    |
|                                         |                                                                                                  |                |
| Leonardo Celleno (ehem. Mitglied)       | Columbus Integrated Complex, Università Cattolica del Sacro Cuore                                | Italien        |
| Maria Dusinska (ehem. Mitglied)         | Norwegian Institute for Air Research (NILU), Kjeller                                             | Norwegen       |
| Jeanne Duus-Johansen (ehem. Mitglied)   | National Allergy Centre at The Department of Dermato-allergology, Gentofte Hospital              | Dänemark       |